# Svartkrönt gibbon
Svartkrönt gibbon (Nomascus concolor är ett däggdjur som beskrevs 1826 av Richard Harlan. Arten ingår i släktet Nomascus och familjen gibboner. Inga underarter finns listade i Catalogue of Life. men Wilson & Reeder (2005) skiljer mellan fem underarter.

## Utseende
Arten når en kroppslängd av 43 till 54 cm, en vikt av 7 till 8 kg och saknar svans. Det svenska trivialnamnet syftar på långa svarta hår på huvudets topp hos hannar och honor som påminner om en krona. Ansiktet är bara glest täckt med hår och har svart hud. Hos hannar är även övriga delar av kroppen täckta med svart päls. Honornas bål har främst gulbrun, orange eller beige päls men flera individer av honkön har en större mörk fläck på buken.

## Utbredning
Denna gibbon förekommer med flera från varandra skilda populationer i södra Kina (Yunnan), Vietnam och Laos. Den vistas vanligen i låga bergstrakter och når ibland 2700 meter över havet. Habitatet utgörs av olika slags skogar.

## Ekologi
Individerna äter främst frukter samt andra växtdelar som blad och blommor. I södra Kina har familjegruppen vanligen 5 medlemmar och i Laos i genomsnitt 3,8 medlemmar. Flocken visar sitt anspråk på reviret genom sjungande. En sång varar vanligen i 10 till 13 minuter. Honor föder en unge per kull och mellan två kullar kan ligga flera år.

## Status och hot
Svartkrönt gibbon hotas av habitatförstöring och den jagas för köttets samt för andra kroppsdelars skull. De senare används i den traditionella kinesiska medicinen. Ibland fångas ungdjur för att hålla de som sällskapsdjur. För att skydda artens bestånd inrättades olika naturreservat. IUCN uppskattar av populationen minskade med mer än 80 procent under de gångna 45 åren (räknad från 2008) och listar svartkrönt gibbon som akut hotad (CR).